# Остробрамска Богородица
Остробрамска Богородица је икона Пресвете Богородице која се налази у капели изнад градске капије Остробрамска у Виљнусу. Сматра се једним од главних хришћанских светиња у Литванији.
Православна црква празнује Остробрамску икону 27. (14.) априла.
Назив иконе је због чињенице да је капела у Вилни (Виљнус), у којој се икона налазила, подигнута на „оштром“ (уздигнутом) крају града изнад капије.

## Ауторство и датирање
Виљнуски истраживач професор И. Ремер дошао је до закључка да је икона насликана у 15-16 веку.
Историчар Јуозас Јургинис је писао да је 1927. године, када се указала потреба за рестаурацијом иконе, да се дошло до закључка да је икону насликао у доба ренесансе, у другој половини 16. века, уметник италијанске школе.
Пољски историчар Владислав Томкиевич приписао је ауторство иконе Лукашу Поребском и датирао је у 1619. годину. Други пољски истраживач Мечислав Скрудлик (1887-1941), на основу анализе облика и сликарских техника, одредио је време настанка иконе као 1630-1650. Његово настанак повезао је са сличним ликом Богородице у Цркви Корпус Кристи у Кракову, коју је насликао краковски уметник Лукаш 1624. године.

## Опис
Према истраживањима из 1927. године, оригинална икона је насликана темпером, а затим префарбана уљаном бојом. По трећи пут, икону је мало преписао уметник Канут Русецки средином 19. века. Осликана на осам повезаних храстових дасака дебљине 2 цм. Величина иконе је 165 × 200 цм. Припада ретком типу слике Богородице без бебе у наручју.
На глави Богородице налази се двостепена круна: доња позлаћена круна (1700) и горња сребрна позлаћена круна (1750). Лик Богородице је делимично прекривен позлаћеним сребрним барокним оквиром (17. век), само је лице нагнуто на једну страну и прекрштене руке отворене. У дну икона је украшена сребрним полумесецем – заветним даром (1849) са уклесаним текстом на пољском језику: „Захваљујем Ти, Богородице, што си услишила моје молбе, молим Те, Мајко милосрђа, сачувај ме у Твојој пресветој благодати и бризи. ВЈЈ 1849." Ореол Госпе је окружен зрацима сјаја са звездама. Богородица је приказана у тренутку Благовести. Са стране иконе су позлаћене статуе Јоакима и Ане, родитеља Богородице.
1829. године, приликом скидања одежде током рестаурације, на икони је откривен древни словенски натпис - песма хвале Богородице „Најчеститији Херувим“.